# 密歇根州第三国会选区
密歇根州第三国会选区是美國國會選區在西密歇根州。
從2003年到2013年，它包括巴里縣和愛奧尼亞縣，以及除肯特郡西北部以外的所有縣，包括大急流城。在2012年重新分區後，該地區擴展到巴特爾克里克。

## 歷史
該區目前由共和黨成員彼得·邁傑代表。但是2021年1月之前，它是由代表賈斯汀·阿馬什，一個自由意志黨議員。他在2010年大選中首次當選；直到2019年7月，為共和黨成員。從2019年7月到2020年4月，阿馬什擔任獨立人士。從2020年4月直至2021年1月離任，阿瑪什是至目前美國眾議院歷史上的唯一一位自由意志黨議員，也是第二次世界大戰以來美國的少數兩黨以外黨籍眾議員。

## 另見
- 密歇根州国会选区
- 美國國會選區列表